# Лисянские
Лисянские (пол. Lisiański, укр. Лисянські) — шляхетский род.
Происходил от правобережного украинского шляхтича Стефана Лисянского герба "Лис", который в XVII веке, бежав из крымского плена, поступил на службу в Лубенский казацкий полк. Сын его Семён, современник Петра I, был бунчуковым товарищем и полковым есаулом и «умре» в «походе Сулацком» в 1712 году. Он имел сына Герасима, который в свою очередь имел трёх сыновей: Дамиана (сотник и бунчуковый товарищ в Нежинском полку, затем предводитель дворянства Березинского уезда), Фёдора (1735—1803, начинал канцеляристом в Прилуцком полку и Киевской духовной консистории, в 1760 рукоположён и был протопопом в Нежине) и Ивана (значковый, с 1798 г. войсковой товарищ в Нежинском полку). Фёдор Лисянский в свою очередь имел двух сыновей, Анания и Юрия (Георгия), которые оба были отданы им в Морской шляхетский корпус; из них Юрий Фёдорович Лисянский стал знаменитым мореплавателем.
Выдающиеся представители рода:
- Лисянский, Юрий Фёдорович (1773—1837) — русский мореплаватель.
- Лисянский, Платон Юрьевич (1820—1900) — русский адмирал, мореплаватель, гуманист и филантроп, сын предыдущего.

## Описание герба
Щит разделён на три части, из коих в верхней пространной в красном поле изображена серебряная стрела с двумя перекладами. Во второй части в голубом поле серебряная медаль, с изображением на ней корабля и с надписью за путешествие кругом света. В третьей части в золотом поле вид на море острова.
Щит увенчан дворянскими шлемом и короною, на поверхности которой означена выходящая лисица. Намёт на щите красный и голубой, подложенный золотом. Щит держат два матроса, имеющие в руках вымпела.